# Счастливые нищие
«Счастливые нищие» (итал. I Pitocchi fortunati) — сказочная пьеса (фьяба) итальянского драматурга Карло Гоцци, впервые поставленная в Венеции в 1764 году. Стала частью драматургического цикла, над которым Гоцци начал работать в ходе полемики с Карло Гольдони и Пьетро Кьяри, соединяя в нём элементы сказки, бытового реализма и буффонады.
Сюжет для «Счастливых нищих» автор почерпнул из сказок «Тысяча и одной ночи»: добрый правитель Узбек, царь Самарканда, переодевается простолюдином, чтобы узнать, как живут его подданные, и покарать своего жестокого визиря Мудзафера. Сам Гоцци признался, что написал эту фьябу, чтобы показать критикам непричастность элементов чудесного к успеху его предыдущих пьес.